# Imigração ucraniana no Brasil
A imigração ucraniana no Brasil foi o movimento migratório ocorrido nos séculos XIX e XX de ucranianos para várias regiões do Brasil. O Brasil abriga a maior comunidade ucraniana da América Latina. Segundo estimativas de matérias jornalísticas, há entre 500 mil e 600 mil ucranianos e seus descendentes no Brasil, a maioria no estado do Paraná. De acordo com o governo do Paraná, cerca de 500 mil pessoas formam a comunidade ucraniana no estado. Somente Curitiba, abriga 70 mil ucranianos e descendentes. A maior proporção está na cidade de Prudentópolis, onde afirma-se que 75% da população tenha ascendência ucraniana. Todavia, salienta-se que o censo brasileiro não faz levantamentos sobre ancestralidade.

## História da imigração
Os ucranianos formaram o segundo maior contingente étnico eslavo a imigrar para o Brasil, perdendo apenas para os poloneses. A grande maioria foi encaminhada para o Paraná, onde tornaram-se agricultores. Em 23 de agosto de 1891 no Rio de Janeiro, é registrada a entrada dos primeiros ucranianos no Brasil, oriundos da cidade de Zolotiv, região de Lviv, oeste da Ucrânia, e, após 45 dias, dirigiram-se para Mallet, no Paraná. A duas primeiras grandes ondas provenientes da Galícia e Bucovina ocorreram em 1895 e 1896, quando mais de cinco mil famílias de agricultores ucranianos chegaram ao Brasil. Até o final da Primeira Grande Guerra, chegaram 45 mil ucranianos ao Brasil; entre as duas grandes guerras, ingressaram aproximadamente 9.000 e após a Segunda Guerra, aproximadamente 7.000.  Calcula-se que 75% dos moradores do município paranaense de Prudentópolis sejam descendente de ucranianos.

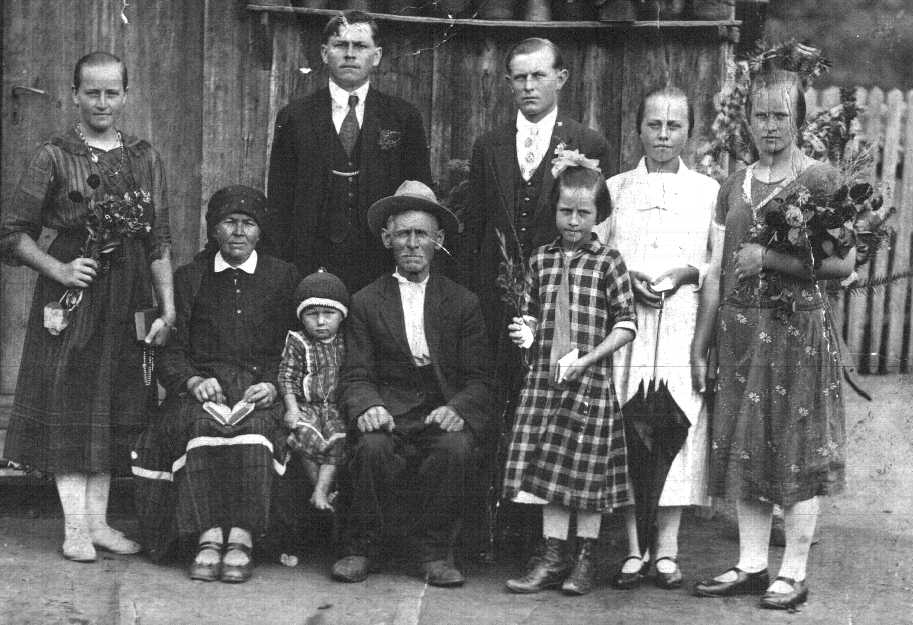
Família de imigrantes ucranianos na década de 1890, no Brasil.

O número de imigrantes, de fato, deve ter sido ligeiramente maior, tendo em vista que parte da Ucrânia estava dominada pelo Império Austro-Húngaro e pela Polônia, e muitos imigrantes possuíam passaporte austríaco ou polonês.
A partir de 1908 grupos de ucranianos chegaram durante a construção da Estrada de Ferro Paraná - Santa Catarina – Rio Grande do Sul. Os imigrantes foram atraídos pelo governo brasileiro que chegava a pagar as passagens de navio e despesas de alimentação para a realização da obra. Poloneses e ucranianos foram-se instalando às margens da então ferrovia, no percurso entre Ponta Grossa, Irati, Mallet, Dorizon, Paulo Frontim, União da Vitória, no Paraná e em municípios da região norte de Santa Catarina.
Até a década de 1920, aproximadamente 50 mil ucranianos imigraram para o Brasil, a maior parte proveniente da Galícia. A imigração ucraniana no Brasil está vinculada a uma política do governo que apostava nas imigrações como uma solução para o desenvolvimento do país e, no caso particular dos imigrantes eslavos, para a colonização do Paraná. Visando atrair os ucranianos, o governo brasileiro financiou e organizou a propaganda no exterior. Alguns agentes do governo brasileiro prometiam aos ucranianos a libertação dos tiranos, terras férteis e mesmo a formação de um reino ruteno no Brasil.
A imigração ucraniana no Brasil ocorreu em três etapas principais. A primeira delas, aconteceu antes da Primeira Guerra Mundial, a partir do período conhecido como "A Febre Brasileira", quando aproximadamente 20 mil pequenos camponeses da região da Galícia (pertencente ao Império Austro-Húngaro) chegaram ao Brasil. Os camponeses que chegavam no Brasil não recebiam a assistência adequada do governo e sofriam com o clima estranho e o ambiente hostil. O sofrimento dos ucranianos no Brasil foi tema de um poema famoso do ucraniano Ivan Franko, chamado "Para o Brasil".
A segunda leva de imigrantes chegou ao Brasil no período entre guerras. Os imigrantes desse grupo vieram da Bucovina, da Galícia, da Volínia e de outras regiões. A terceira leva de imigrantes ucranianos migrou para o Brasil entre 1947 e 1951, fugindo da violência da União Soviética.
O fluxo imigratório reacendeu após 2014, com o inicio da Guerra Russo-Ucraniana, sendo intensificado em 2022, após invasão da Ucrânia pela Rússia. De acordo com o Boletim Migração Ucraniana, entre 2010 e 2021 mais de 3,3 mil ucranianos registraram residência no Brasil, sendo aproximadamente 2,3 mil somente na região Sudeste. A maioria sendo do sexo masculino, com idade entre 25 e 39 anos.

### Ondas migratórias
| Nº | Data de Migração | Data de Migração | Número de Famílias | Origem  | País                   | Destino |   |
| -- | ---------------- | ---------------- | ------------------ | ------- | ---------------------- | --- | - |
| 1  | 1895             | 1897             | 22400              | Galícia | Império Austro-Húngaro | Curitiba, São José dos Pinhais, Colônia Santa Bárbara, União da Vitória, Marechal Mallet, Prudentópolis, São Mateus do Sul, etc. | 1 |
| 2  | 1897             | 1899             | 1500               | Galícia | Império Austro-Húngaro | Prudentópolis, Marechal Mallet, Dorizon, Cruz Machado, União da Vitória, São Mateus do Sul, Antônio Olinto                       | 1 |
| 3  | 1901             | 1907             | 6000               | variada | variados               | Mesmos | 2 |
| 4  | 1908             | 1914             | 18500              | Galícia | Império Austro-Húngaro | Rio Azul, Irati, Cândido de Abreu, Paula Freitas                                                                                 | 3 |
| 5  | 1914             | 1939             | 9000               | variada | Polônia, Rússia        | Mesmos | 4 |
| 6  | 1945             | 1951             | 7000               | variada | URSS                   | Pato Branco, Roncador, Apucarana, Ivaí, Ponta Grossa, Campo Mourão, Juranda, Nova Cantu, Mamborê.                                | 5 |

## A comunidade ucraino-brasileira hoje

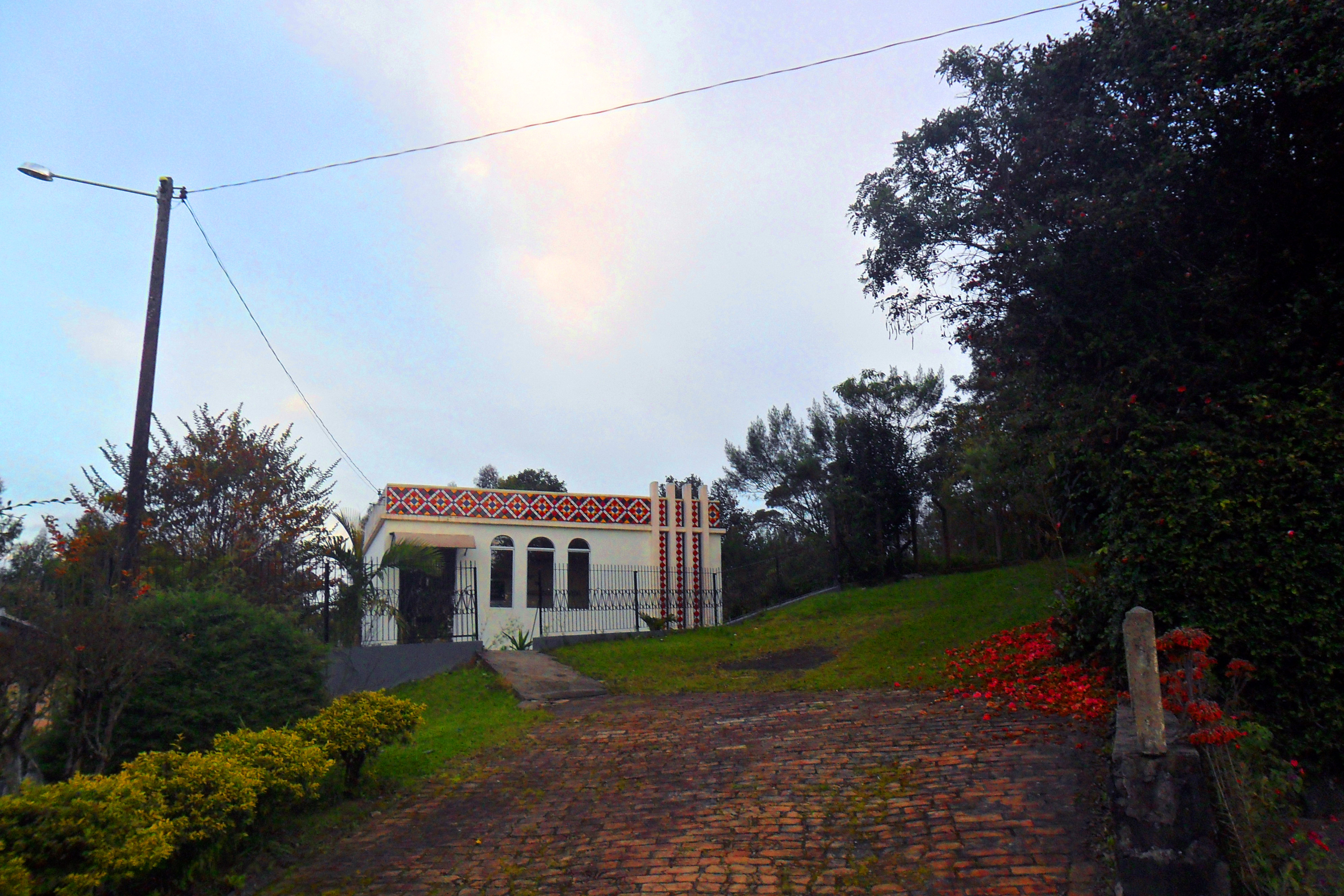
Centro de Tradições Ucranianas em Itaiópolis.

Residindo em sua imensa maioria no Paraná e, em menor medida, no Rio Grande do Sul, em Santa Catarina e em São Paulo, os descendentes de ucranianos ainda preservam seus costumes em diversos municípios brasileiros, com destaque para Prudentópolis, Guarapuava, Mallet, Antônio Olinto e a Região Metropolitana de Curitiba. Em alguns municípios foram criados Centros de Tradições Ucranianas.

### Cultura

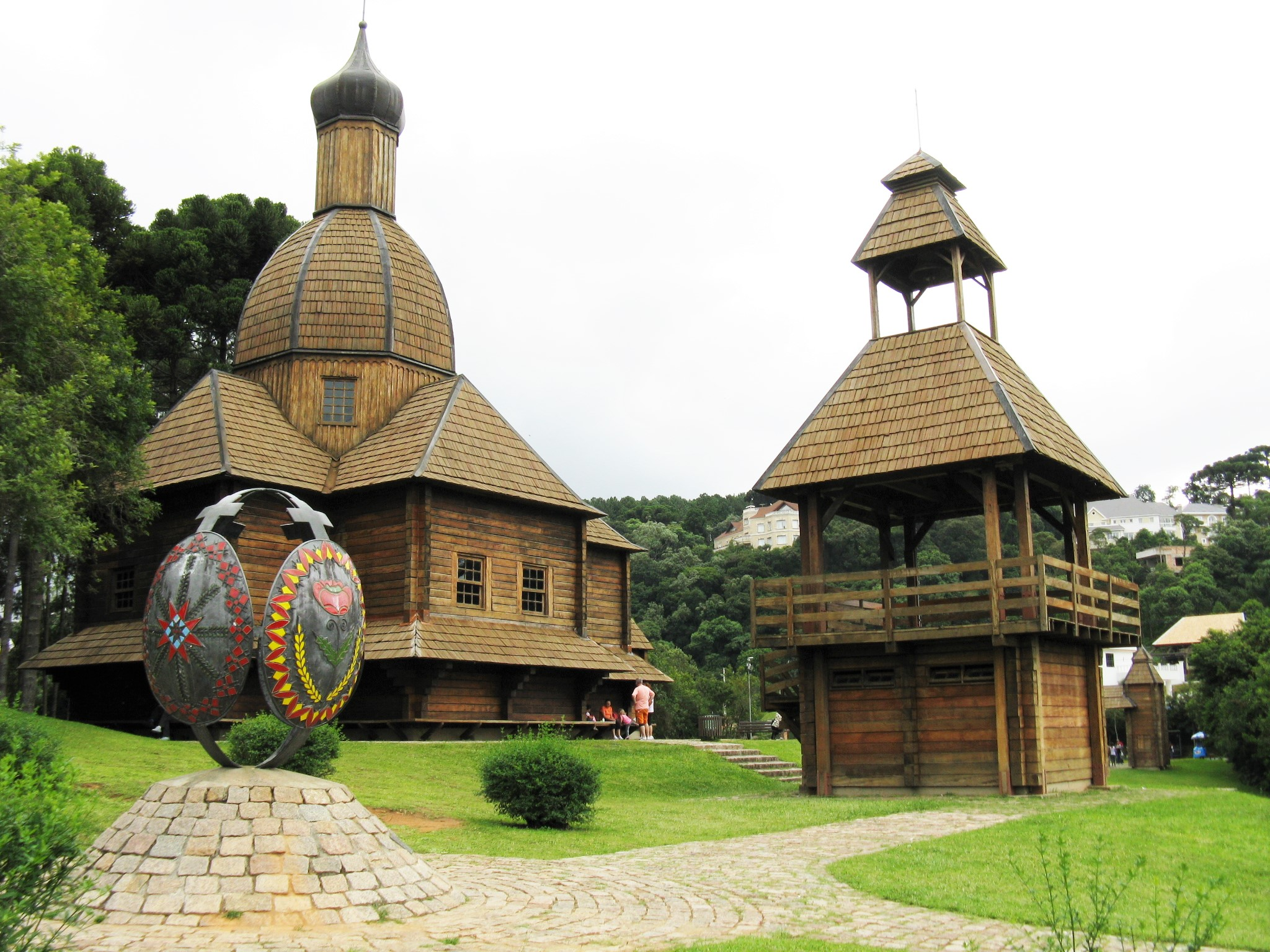
Memorial Ucraniano em Curitiba.

Os descendentes de ucranianos no Brasil preservam elementos antigos da cultura ucraniana, modificados a partir do contato com a cultura brasileira e a geografia paranaense. A cultura ucraniana pode ser observada em diferentes manifestações, como na música, danças, culinária, artesanato, arquitetura, festividades, religiosidade, literatura e idioma. A língua ucraniana foi preservada por meio de instituições educacionais, igrejas e imprensas.
No artesanato, a produção de pêssankas e bordados seculares, traço característico da cultura ucraniana, permanecem no Brasil. As pêssankas são ovos coloridos inteiramente a mão pelos ucranianos, com símbolos milenares. Além de ovos e tintas, utiliza-se vela, cera de abelha e bico de pena fino. As pêssankas são entregues na páscoa sob os cumprimentos Hréstos Voskrés (Cristo ressuscitou) e Voístenu Voskrés (em verdade ressuscitou). Já os bordados são uma arte milenar da cultura ucraniana associados à religião, colocados sob os altares ou sobre os ícones religiosos.
Os trajes típicos e a dança folclórica também foram trazidos pelos imigrantes, e é praticada no Brasil por muitos grupos locais. Sua prática antiga é associada aos festivais e cerimônias religiosas. Uma das danças mais tradicionais é a dança hopak, dança mista com mulheres e homens, que passou a ser uma dança competitiva entre grupos. É uma dança expressiva que demonstra o lirismo do povo ucraniano, com música vibrante e trajes típicos. Outra dança bastante popular na Ucrânia Ocidental e trazida pelos imigrantes é a Polka. Algumas das muitas danças conhecidas e mantidas pelas comunidades são: Zaporójetz, Hone Viter, Barvinok, Hutzulka, Vesná, Polzunetz e a Tchervona Kalena.

Vim da Ucrânia valorosa, que foi Russ e foi Rutênia.
(...) Vim de meu berço selvagem, lar singelo à beira d'água, no sertão paranaense.— Saga, poesia de Helena Kolody.

### Língua
A língua ucraniana ainda é falada pelas gerações mais antigas, todavia atualmente a maioria dos jovens descendentes fala apenas o português. O município de Prudentópolis reconheceu por lei o idioma como cooficial, tornando oficialmente a segunda língua local. É o primeiro município brasileiro a oficializar a língua. Estima-se que pelo menos 70% dos moradores falem ucraniano em Prudentópolis.

### Sobrenomes ucranianos
Os sobrenomes ucranianos tem algumas terminações padrões, e são diferentes daqueles de seus vizinhos eslavos orientais. Em geral, o sobrenome ucraniano termina em "ko" (ex: Shevchenko), "uk" (ex: Krauczuk), "in", "y", "Ch", "tz" (ex: Pysklevitz) e, também, em "r".

### Religião
Praticamente todos os imigrantes ucranianos e seus descendentes preservam o cristianismo. Uma boa parte dos católicos orientais passou a participar dos ritos litúrgicos na tradição romana. Uma outra parcela continua fiel à tradição oriental da Igreja Católica, fazendo parte da arquieparquia Greco-Católica Ucraniana, sediada em Curitiba. Uma menor parcela, por fim, nunca se afastou da tradição Ortodoxa Ucraniana, ligada ao patriarcado independente do papa de Roma, sendo esta uma Igreja Autocéfala. Diversos templos do Paraná e de Santa Catarina guardam a influência deste grupo étnico. A religião é, portanto, forma de manutenção das tradições e perpetução da memória da presença ucraniana no Brasil.

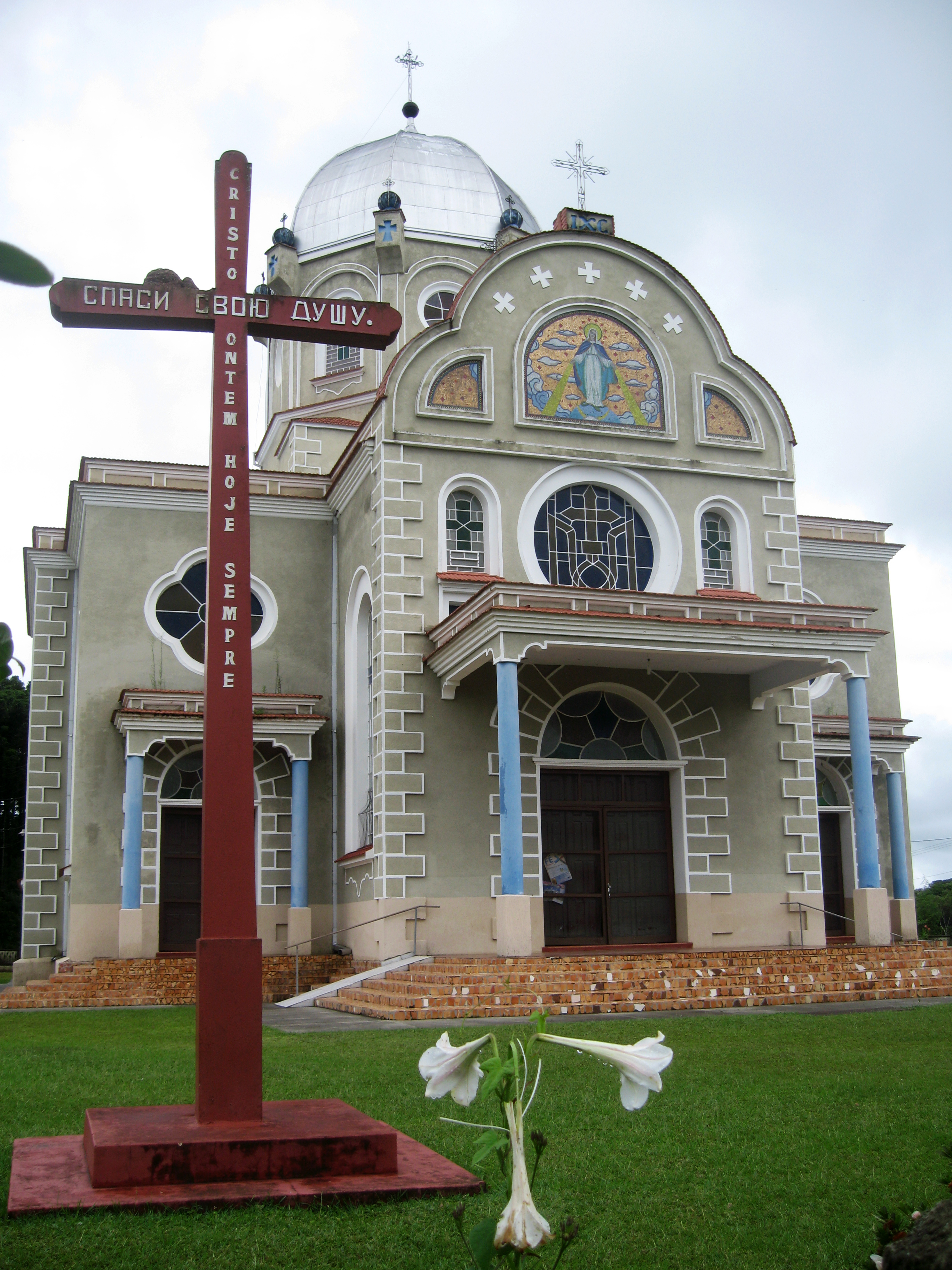
Igreja greco-católica de rito ucraniano em Prudentópolis.

Os ucranianos são um povo extremamente religioso. O primeiro príncipe ucraniano a se converter ao cristianismo foi São Vladimir I, em 988, durante o período da Rússia de Quieve. Para isso concorreram fatores como os interesses políticos, a proximidade com o Império Bizantino e a simpatia do príncipe pela nova religião. Seu filho, Jaroslau I, o Sábio, foi responsável pela construção de uma das mais belas catedrais ucranianas, a Catedral de Santa Sofia de Quieve. Com o cisma de 1054, a Igreja Católica se dissociou da Igreja Ortodoxa, sendo que esta última permaneceu influente no Oriente.
Não obstante, a Igreja Greco-Católica Ucraniana é a mais influente entre os descendentes de ucranianos no Brasil, uma vez que estes vieram sobretudo da antiga província de Galícia. A Galícia havia sido dominada pela Polônia, país católico que teria forçado muitos ucranianos a seguirem sua religião. A Igreja Greco-Católica Ucraniana surgiu como uma forma de afirmação nacional com o Tratado de Brest, opondo o catolicismo ucraniano ao polonês. Existem também, porém em menor número, descendentes ucranianos da religião ortodoxa e protestantes.

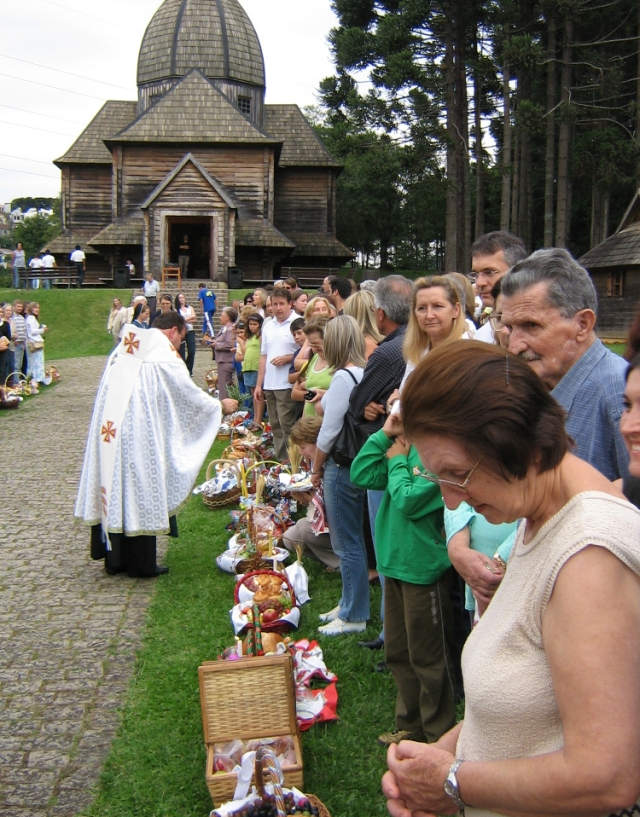
Descendentes de ucranianos na cerimônia de bênção dos alimentos na véspera da Páscoa de 2006 em Curitiba.

No Brasil, a arquitetura da imigração compreende sobretudo igrejas Católicas e Ortodoxas de estilo oriental, características por suas cúpulas "Bizantinas". As igrejas de rito oriental também possuem em comum a iconóstase, um painel carregado de ícones que é colocado entre a nave e o santuário, demarcando simbolicamente os limites do sagrado e do profano. As iconóstases possuem uma estrutura padronizada, de forma que sua primeira fileira normalmente carrega as imagens dos quatro evangelistas, ícones dos anjos Miguel, Gabriel, de Maria e de Cristo, acompanhados pelos santos locais. As igrejas dos descendentes também possuem estruturas tradicionais como os campanários e os cruzeiros.

### Culinária

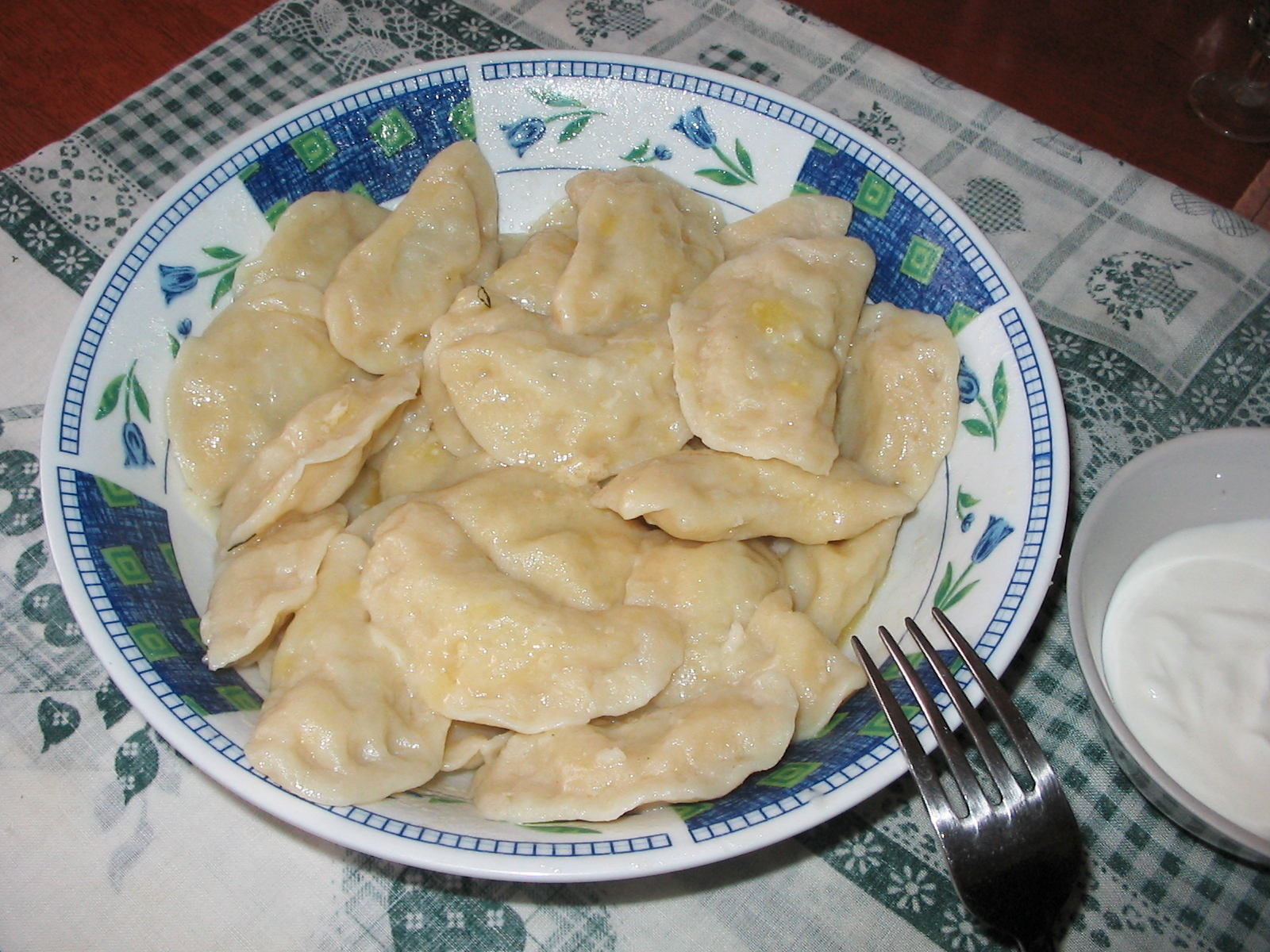
Prato de wareniki, típico da Ucrânia.

De modo geral, os descendentes de ucranianos no Brasil mantiveram a culinária, adaptando hábitos alimentares no preparo de diferentes pratos. Os principais ingredientes da cozinha ucraniana são: batatas, grãos, cereais, legumes, proteína animal. Os principais preparos são: cozidos, sopas, massas e sobremesas. Um dos pratos mais conhecidos que podem ser encontrado no Brasil é o perohê, também conhecido como pierogi ou varéneke (vareneky ou wareniki). A massa, fermentada ou não fermentada, sempre está presente na mesa das famílias dos descendentes e em alguns restaurantes. Os recheios mais típicos são com batata cozida e requeijão, cogumelos ou repolho cozido.
Pães trançados, como o kolach e o pascha (ou paska), são bem comuns e são servidos em diversas festividades, como o Natal e a Páscoa. Entre as sopas, a mais popular é a borscht, feita com beterrabas e servida quente. A sobremesa mais comum é a kutia, um doce de trigo e sementes de papoula. Entre as bebidas, a mais popular é a horilka, vodka ucraniana, que também é feita de forma caseira.

## Judeus da Ucrânia
Diversos judeus que viviam em territórios que hoje compõem a Ucrânia imigraram para o Brasil a partir do final do século XIX. Denominá-los como ucranianos, entretanto, é impreciso. No Império Russo, a nacionalidade era definida por critérios étnicos, de forma que judeus e ucranianos compunham dois grupos distintos. Ademais, apesar de gozarem de mais liberdade do que em outras regiões do império, os judeus na maior parte dos casos viviam em guetos de grandes cidades, não eram autorizados a ocupar diversos cargos públicos. Parte relevante da imigração judia se explica pelos pogrons constantes a que eram submetidos por parte de russos e ucranianos, sendo portanto incorreto assimilar os judeus a tais grupos.